# Paraliparis meganchus
Paraliparis meganchus är en fiskart som beskrevs av Anatoly Petrovich Andriashev 1982. Paraliparis meganchus ingår i släktet Paraliparis och familjen Liparidae. Inga underarter finns listade i Catalogue of Life.